# جاك كرامر
جاك كرامر (بالإنجليزية: Jack Kramer)‏ كان لاعب كرة مضرب أمريكي. سبق أن كان المصنف الأول عالمياً. كما أنه أحد أبطال الجراند سلام.

## بطولات حققها
- بطولة ويمبلدون

## النهائيات

### الفردي
اللقب (3), الوصافة (1)
| النتيجة | السنة | البطولة                         | الأرضية | المنافس في النهائي | النتيجة في النهائي      |
| الوصافة | 1943  | بطولة أمريكا المفتوحة للتنس (1) | عشبية   | جو هانت            | 3–6, 8–6, 8–10, 0–6     |
| الفوز   | 1946  | البطولات الأمريكية (2)          | عشبية   | توم براون          | 9–7, 6–3, 6–0           |
| الفوز   | 1947  | ويمبلدون                        | عشبية   | توم براون          | 6–1, 6–3, 6–2           |
| الفوز   | 1947  | البطولات الأمريكية (3)          | عشبية   | فرانك باركر        | 4–6, 2–6, 6–1, 6–0, 6–3 |

## روابط خارجية
- جاك كرامر على موقع رابطة محترفي التنس (الإنجليزية)
- جاك كرامر على موقع الاتحاد الدولي لكرة المضرب (الإنجليزية)
- جاك كرامر على موقع كأس ديفيز (الإنجليزية)
- جاك كرامر على موقع قاعة مشاهير كرة المضرب الدولية (الإنجليزية)
- جاك كرامر على موقع خلاصة التنس.كوم (الإنجليزية)